# لوران استرزلچاک
لوران استرزلچاک (انگلیسی: Laurent Strzelczak؛ زادهٔ ۱۹ فوریهٔ ۱۹۷۱) بازیکن فوتبال اهل فرانسه است.
از باشگاه‌هایی که در آن بازی کرده‌است می‌توان به باشگاه فوتبال نیم المپیک، باشگاه ورزشی آمیان، و باشگاه فوتبال تولوز اشاره کرد.
وی همچنین در تیم ملی فوتبال سیزم بازی کرده‌است.